# NGC 5702
NGC 5702 (również PGC 52347 lub UGC 9434) – galaktyka soczewkowata (S0), znajdująca się w gwiazdozbiorze Wolarza. Odkrył ją William Herschel 20 kwietnia 1792 roku. Jest to galaktyka z aktywnym jądrem typu LINER.